# Intervencionismo militar

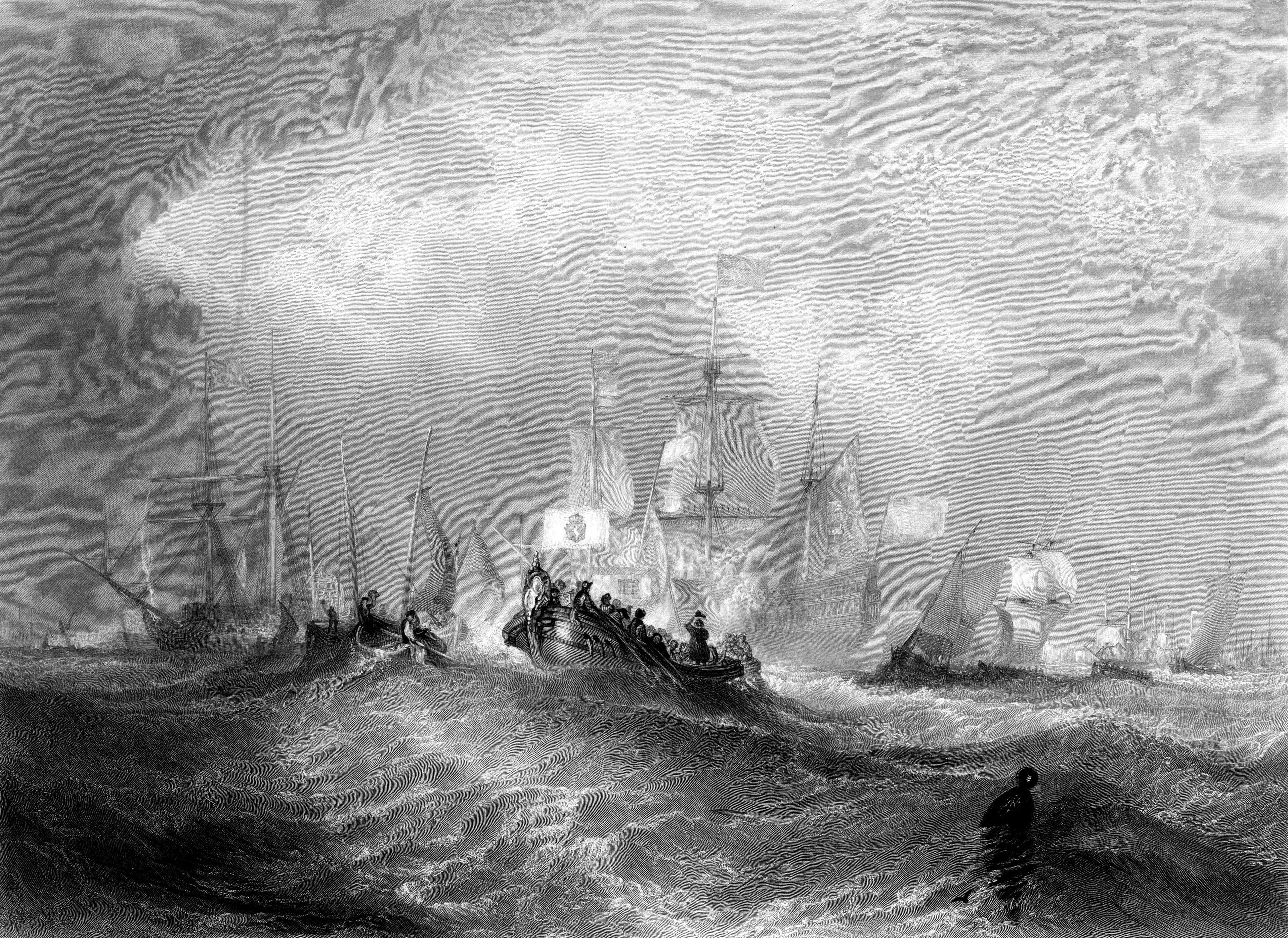
Una ilustración de Guillermo de Orange de las Provincias Unidas de los Países Bajos desembarcando en Brixham para deponer a Jacobo II de Inglaterra durante la Revolución Gloriosa en 1688.

El intervencionismo, en política internacional, es la interferencia de un Estado o grupo de estados en los asuntos internos de otro Estado con el fin de obligar a ese Estado a hacer algo o abstenerse de hacer algo. La intervención puede realizarse mediante la fuerza militar o la coerción económica. Doctrinas opuestas son el aislacionismo y el principio de no intervención. 
En sentido económico, el término intervencionismo se refiere a intervenciones gubernamentales en la economía nacional consideradas ineficientes.
La intervención militar, que es un elemento común del intervencionismo político, ha sido definida por Martha Finnemore en el contexto de las relaciones internacionales como «el despliegue de personal militar a través de fronteras reconocidas con el propósito de determinar la estructura de autoridad política en el Estado objetivo». Las intervenciones pueden estar centradas exclusivamente en alterar las estructuras de autoridad política, o pueden llevarse a cabo con fines humanitarios o para el cobro de deudas.
El intervencionismo ha desempeñado un papel importante en la política exterior de las potencias occidentales, particularmente durante la era victoriana y después de ella. La era del nuevo imperialismo fue testigo de numerosas intervenciones de las naciones occidentales en el Sur Global, incluidas las guerras bananeras. El intervencionismo moderno surgió de las políticas de la Guerra Fría, en la que Estados Unidos y la Unión Soviética intervinieron en naciones de todo el mundo para contrarrestar cualquier influencia que pudiera tener allí la otra nación. Los historiadores han señalado que el intervencionismo siempre ha sido un tema político polémico en la opinión pública de los países que han llevado a cabo intervenciones, e incluso en las opiniones públicas de otros países. Véanse, por ejemplo, las protestas contra la guerra de Vietnam o las manifestaciones contra la invasión de Irak de 2003.
Según un conjunto de datos de Alexander Downes, 120 líderes fueron derrocados mediante cambios de régimen impuestos desde el extranjero entre 1816 y 2011. Un estudio de 2016 realizado por el politólogo Dov Haim Levin de la Universidad Carnegie Mellon  (que ahora enseña en la Universidad de Hong Kong) concluyó que Estados Unidos intervino en 81 elecciones extranjeras entre 1946 y 2000, la mayoría de ellas mediante acciones encubiertas, en lugar de abiertas. Las intervenciones multilaterales que incluyen la gobernanza territorial por parte de instituciones extranjeras también incluyen casos como Timor Oriental y Kosovo, y se han propuesto (pero fueron rechazadas) para los territorios palestinos. Una revisión de la literatura existente realizada en 2021 concluyó que las intervenciones extranjeras desde la Segunda Guerra Mundial tienden abrumadoramente a no lograr sus objetivos.

## Cambio de régimen impuesto desde el extranjero
Los estudios de Alexander Downes, Lindsey O'Rourke y Jonathan Monten indican que el cambio de régimen impuesto desde el extranjero rara vez reduce la probabilidad de una guerra civil, de la destitución violenta del líder recién impuesto y de conflicto entre el Estado interviniente y sus adversarios. Además no aumenta la probabilidad de democratización, a menos que el cambio de régimen venga acompañado de cambios institucionales prodemocráticos en países con condiciones favorables para la democracia. Downes sostiene: 

El impulso estratégico de derrocar por la fuerza a regímenes antagónicos o incumplidores pasa por alto dos hechos clave. En primer lugar, el acto de derrocar a un gobierno extranjero a veces provoca la desintegración de su ejército, lo que envía a miles de hombres armados al campo, donde a menudo emprenden una insurgencia contra la potencia que ha intervenido el país. En segundo lugar, los líderes impuestos desde el exterior se enfrentan a fuerzas internas, además de las externas, y cada conjunto de fuerzas suele querer cosas diferentes a las del otro. Estas preferencias divergentes colocan a los líderes impuestos en un dilema: las acciones que satisfacen a uno de los dos conjuntos de fuerzas inevitablemente alienan al otro. El cambio de régimen abre una brecha entre los patrocinadores externos y sus protegidos nacionales, o entre estos y su pueblo.

Las investigaciones de Nigel Lo, Barry Hashimoto y Dan Reiter arrojan resultados diferentes, pues concluyen que «la paz entre estados después de una guerra dura más cuando la guerra acaba con un cambio de régimen impuesto desde el extranjero». Sin embargo, las investigaciones de Reiter y Goran Peic les llevan a afirmar que imponer desde el extranjero un cambio de régimen  puede aumentar la probabilidad de una guerra civil.

## En África
Entre las naciones africanas, Nigeria ha mostrado su voluntad de intervenir en los asuntos de otros países del África subsahariana desde su independencia. Se dice que una de las razones por las que Yakubu Gowon fue destituido de su cargo fue el despilfarro de los recursos de Nigeria en tierras tan lejanas como Granada y Guyana (que no están en África, sino en Sudamérica), sin ningún beneficio económico o político para Nigeria. La filosofía de los gobiernos militares posteriores en Nigeria fue que, en un mundo cada vez más interdependiente, un país no puede ser una isla. También debe recordarse que varios países africanos han intervenido militarmente en sus vecinosː Argelia ayudando al Frente Polisario en el Sahara Occidental, Egipto interviniendo en la guerra civil Libia, Ruanda interviniendo en la República Democrática del Congo...

## Para saber más
- Kupchan, Charles A. Aislacionismo: una historia de los esfuerzos de Estados Unidos para protegerse del mundo (Oxford University Press, 2020).
- Lee, Melissa M. 2020. Leviatán paralizante: cómo la subversión extranjera debilita al Estado. Princeton University Press.